# André Almuro
André Almuro (abweichende Schreibweise: André Almuró; * 3. Juni 1927 in Paris; † 17. Juni 2009 in Ivry-sur-Seine, Département Val-de-Marne) war ein französischer Hörspielautor, Komponist von elektroakustischer Musik, Opern, Oratorien und Filmmusik, Regisseur von Kurzfilmen sowie Gründer der Bewegung sensationniste.

## Leben
Almuro begründete bereits 1947 als Zwanzigjähriger eine kleine Literaturzeitschrift und begann 1948 mit dem Verfassen erster Radiohörspiele. 1950 gründete er im Pariser Literaturclub Maison des Lettres ein Studio für elektronische Forschungen und war seitdem auch Mitarbeiter des 1946 gegründeten Club d’Essai, einem von Pierre Schaeffer und Jean Tardieu geleiteten Arbeitskreis zur Herstellung von Hörspielen für den Rundfunksender RTF (Radiodiffusion-télévision française).
In der Folgezeit verfasste Almuro Radiohörspiele nach Vorlagen von Autoren wie Jean Genet, André Breton, Jean Cocteau sowie Jules Supervielle und arbeitete an der deutsch-französischen Coproduktion Hoffmann und seine Fantome mit. Darüber hinaus komponierte er die Musik zum Ballettstück Fièvre de marbre von Maurice Béjart. 1958 wurde er Mitglied der von Pierre Schaeffer gegründeten Gruppe für musikalische Experimente (Groupe de recherches musicales) und begann zugleich seine Zusammenarbeit mit Jacques Polieri.
In der Folgezeit folgte zahlreiche Aufführungen seiner Werke in verschiedenen Hauptstädten Europas, aber auch Übersetzungsversuche seiner annähernd unübersetzbaren surrealistischen Stücke in die deutsche Sprache im Rahmen des Hörfunkprogramms des Südwestfunks (SWF) wie zum Beispiel das 1949 entstandene Hörspiel Nadja Etoilee nach dem Roman Nadja (1928) von André Breton. Darin verwendete er Elemente der Musique concrète in einer Weise, die über eine gliedernde oder illustrative Funktion hinausgeht, so dass sie als autonome Passagen bestehen können, zum anderen finden sich in dem Stück die schon von Breton verwendeten Zitate aus Gedichten von Alfred Jarry und Charles Baudelaire, die hier in voller Länge eingefügt werden. Hinzu kommt, dass das Stück formal in 26 Sequenzen aufgesplittet ist, von denen sieben einer zunächst völlig bezuglos erscheinenden Nebenhandlung zugeordnet sind.
Zahlreiche von seinen Werken wurden auf Schallplatten. Weitere Bekanntheit erreichte Almuro, dessen Arbeit mit der Paul Pörtner zu vergleichen ist, mit der Adaption Le Rivage des Syrtes nach dem gleichnamigen Roman von Julien Gracq, das 1966 als französischer Beitrag am Hörfunk- und Fernsehwettbewerb Prix Italia teilnahm. In den 1960er Jahren kam es auch zu verschiedenen Zusammenarbeiten mit der Liedermacherin und Sängerin Colette Magny, die seine Stücke wie Buraburabura sang.
1973 nahm Almuro eine Professur an der Université Paris 1 Panthéon-Sorbonne an. 1976 präsentierte er zusammen mit Ange Leccia mit Partition seine erste Aktionsperformance und gründete gemeinsam mit seinen Studenten die Gruppe Son-Image-Corps. Daneben entstand 1976 mit Pièce de musique eine Zusammenarbeit mit Pierre Clémenti, den er 1957 als jungen Schauspieler erstmals getroffen hatte.
1978 erschien sein erster Kurzfilm Cortège, dem mehr als 30 weitere Filme folgten. 2002 veröffentlichte er L’oeil Pinéal, Pour une cinégraphie.

## Diskografie (Auswahl)
- 1958: Le Suicidé De La Société
- 1963: L’ Envol / Ambitus
- 1966: Le Condamné À Mort
- 1966: Colette Magny: Avec, poème sur structure musicale de André Almuro
- 1999: Dépli[4]
- 2007: Musiques Expérimentales, 1966–1969[5]
- 2007: André ALMURO

## Filmografie (Auswahl)
Zu den von ihm inszenierten Filmen, die mit Ausnahme von Hors-jeux (1980) und Chant secret (1989) allesamt Kurzfilme waren, komponierte er zugleich auch die Filmmusik. Des Weiteren schuf er auch die Musik zu Kurzfilmen von Stéphane Marti und Ange Leccia.

### Regie
- 1978: Cortège
- 1980: Hors-jeux
- 1986: Point vélique
- 1987: L’inopiné
- 1988: Le lever des corps
- 1988: Flash
- 1989: Le troisième oeil
- 1989: Chant secret
- 1990: Clones
- 1991: Continuum
- 1992: Rumeur
- 1994: Littérale
- 1996: Tropes
- 1998: Entéléchie
- 2002: Chaos

### Filmmusik
- 1976: Lady Man
- 1980: Stridura